# Anthanassa brancodia
Anthanassa brancodia är en fjärilsart som beskrevs av William Schaus 1902. Anthanassa brancodia ingår i släktet Anthanassa och familjen praktfjärilar. Inga underarter finns listade i Catalogue of Life.